# Бесконечный вестерн
«Бесконечный вестерн» — сатирический рассказ известного фантаста Роберта Шекли. Написан в 1976 году. Был впервые опубликован в том же году в антологии «SF Discoveries», а в 1978 году вышел в авторском сборнике «Робот, который был похож на меня». Рассказ номинировался на премию Локус в 1977 году.
В произведении показано смертельно-опасное бесконечное шоу будущего, снимаемое на потребу пресыщенному и ленивому зрителю. Рассказ посвящён демифологизации Дикого Запада, в духе ранее вышедшего фильма Майкла Крайтона «Мир Дикого запада». «Бесконечный вестерн» номинировался на премию «Локус» в 1977 году, заняв 12-е место в своей категории при голосовании.

## Сюжет
2031 год. На телеэкранах США с успехом идёт многолетнее реалити-шоу «Бесконечный вестерн», в котором люди подолгу живут, умирают и убивают друг друга. Главной звездой шоу на протяжении ряда лет является Уошберн, но он решает завершить карьеру, так как у него есть всё, о чём он мечтал. Но он также мечтал уйти в зените славы, устроив хорошую пальбу, и его менеджер заключил такой контракт, не предупредив Уошберна. Из-за чего для стареющей звезды всё закончилось плачевно.